# Burg Kyšperk (Letohrad)
Die Ruinenreste der Burg Kyšperk (deutsch Burg Geiersberg = tschechisch Supí hora) sind die Ruinenreste einer Höhenburg im Okres Ústí nad Orlicí, im Vorgebirge des Adlergebirges (Podorlická pahorkatina). Das Burggebiet liegt auf der Anhöhe Hradisko, oberhalb der Stadt Letohrad, die bis 1950 den Ortsnamen Kyšperk (deutsch Geiersberg) trug.

## Geschichte
Die Burg tritt erstmals im Jahr 1308 unter der Bezeichnung „Geyrsberg“ in der Königsaaler Chronik in Erscheinung. Den Namen erhielt sie möglicherweise aufgrund ihrer unzugänglichen Lage. Aus „Geyrsberg“ wurde später „Geyersberg“ und schließlich „Geiersberg“. Von der deutschen Bezeichnung leitet sich auch der heutige tschechische Name „Kyšperk“ her. 
Die Burg bildete Anfang des 14. Jahrhunderts den Mittelpunkt einer eigenständigen Herrschaft. Damals soll sie im Besitz des Ješek gewesen sein, der ein Angehöriger der Herren von Sandbach war. Er soll die benachbarte Herrschaft Landsberg geschädigt haben, die dem Kloster Königsaal gehörte. 1349–1370 ist Ješeks Sohn Buzek als Besitzer der Burg belegt, dem sein Sohn Jeniš folgte. Von ihm erlangte Burg und Herrschaft Geiersberg vor 1396 Nikolaus von Pottenstein auf Sandbach (Mikuláš Žampach z Potštejna), der die Herrschaft Geiersberg mit der Herrschaft Sandbach verband. Dadurch verlor die Burg ihre Bedeutung als Herrschaftssitz und wurde bald verlassen. Erst nach dem Tod des Zdeněk von Žampach und Pottenstein und der Erbteilung 1568 zwischen dessen Söhnen Jan Burian und Zdeněk erhielt der letztgenannte die neu gebildete Herrschaft Geiersberg mit der unbewohnten Burg, dem gleichnamigen Städtchen und sechs Dörfern. Da sein älterer Bruder Jan Burian, unter dessen Vormundschaft Zdeněk stand, vor 1570 unterhalb der Burg ein Kastell errichtet hatte, erlangte die Burg keine wohnsitzmäßige Bedeutung mehr. 
Um 1714 wurde die Burg devastiert und das so gewonnene Baumaterial durch den Grundherrn Franz Karl von Kolowrat (František Karel Libštejnský z Kolovrat) zum Bau der Wallfahrtskapelle St. Nepomuk verwendet, die von seinem Nachfolger Johann Wenzel von Breda 1734–1736 vollendet wurde. Da Ende der 1860er Jahre der  südöstliche Teil des Burgberges beim Bau der Eisenbahnverbindung Chlumec nad Cidlinou–Mittelwalde abgetragen werden musste, gingen weitere Teile der Ruine verloren. Erhalten sind ein Teil der Grundmauern und Gräben.